# ダルトンハイウェイ

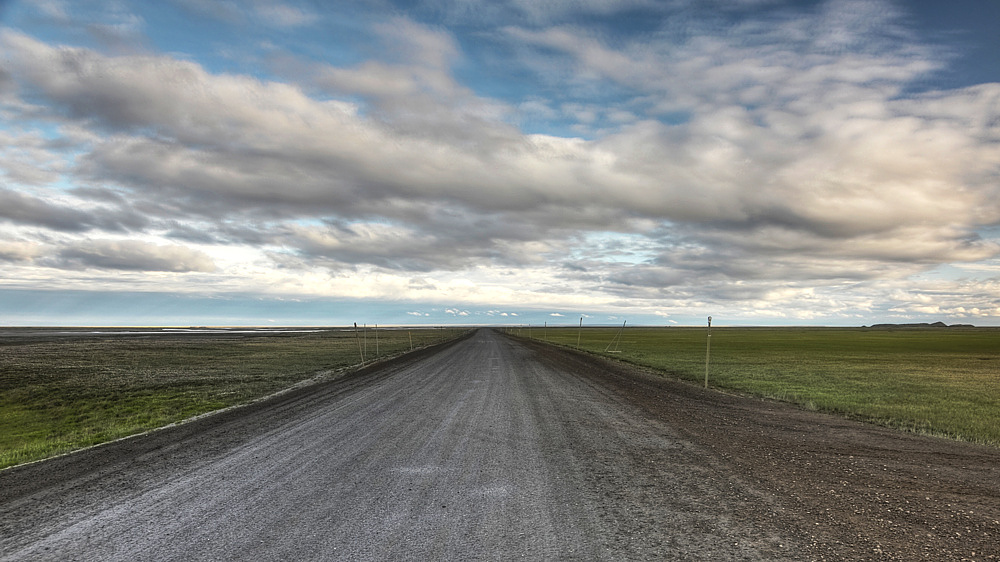
北端デッドホース付近のダルトンハイウェイ

ドルトン・ハイウェイ (英 : Dalton Highway、別名：アラスカ州道11号線) は、アメリカ合衆国アラスカ州を通る全長666kmの道路である。英語名称をそのままダルトン・ハイウェイと読む人もいる。北極海へ通じる唯一の道路であり、プルドーベイ油田開発のために建設され、トランス・アラスカ・パイプラインと並行する道路である。初期のアラスカ北部における遠距離早期警戒線の設置を監督して、後に極地工学の専門家として油田開発にもアドバザーとして活躍したジェームズ・ドルトン（James Dalton）から命名された。

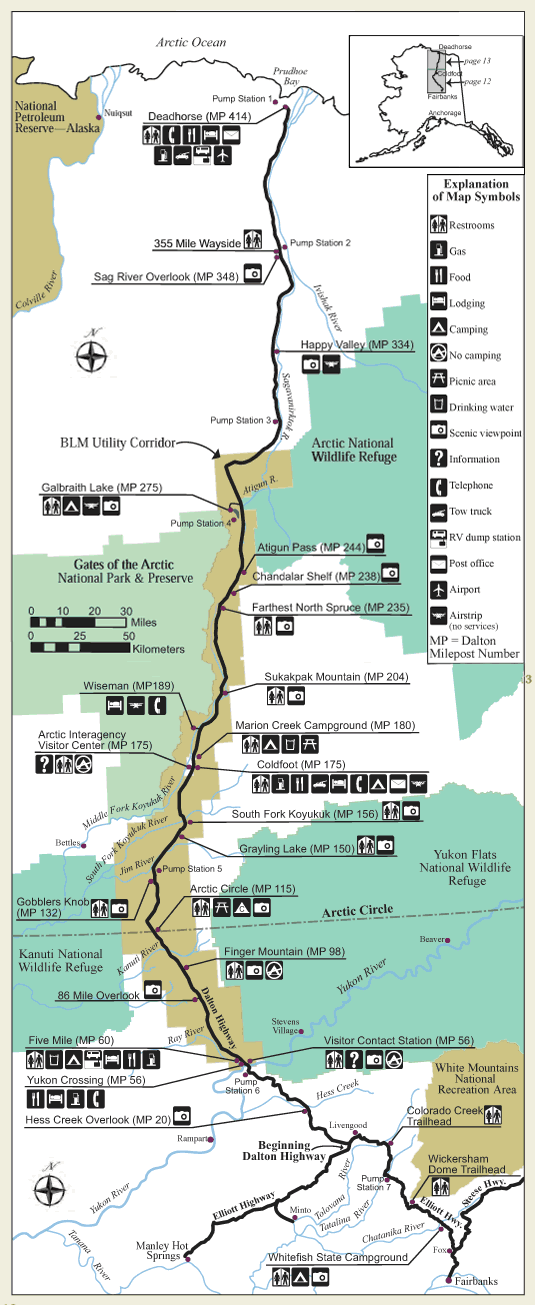
Dalton Highway Map

## 路線データ
- 全長： 666km
- 北端： デッドホース
- 南端： ライヴェングッド

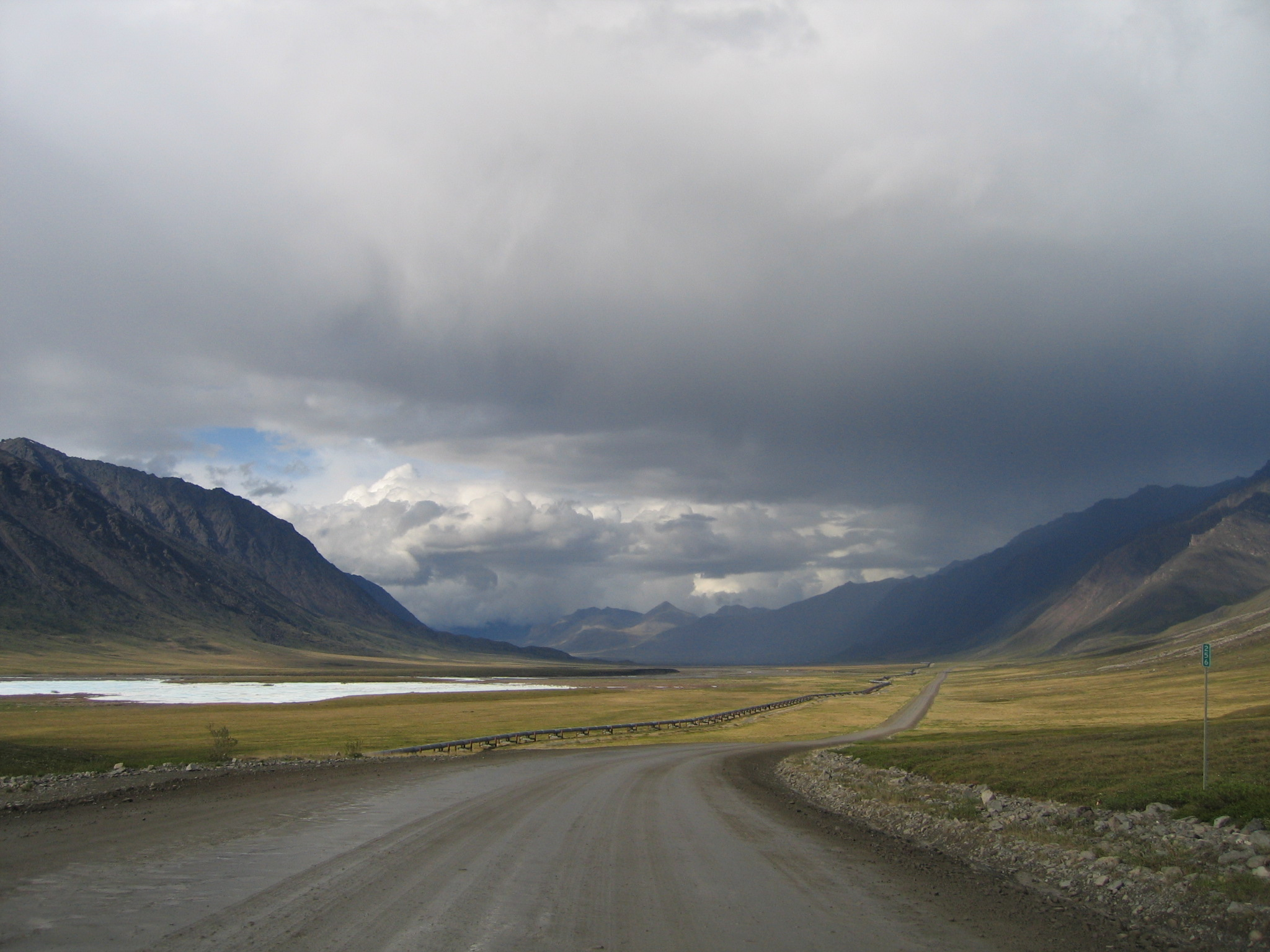
ブルックス山脈の分水嶺を北へ超えたところのドルトン・ハイウェイ

一部区間は舗装されているが、大部分は未舗装である。沿線は人口希薄地帯であり、コールドフットなどいくつかの小さな村があるのみである。遠隔地であるにもかかわらず、プルドーベイへ多くのトラックが走っている。
北極海の数マイル手前にあるデッドホースのハイウェイ終点から先は石油会社の私道であり、許可された車両以外は走行できないが、ツアー会社が北極海まで客たちを連れていくことがある。
ホッキョクグマが周辺で目撃されたときは、付近の道路が封鎖されることがある。

## 主な道路施設や交差する道路
| 郡                   | 場所                  | km地点 | 概要                            | 補足                                                           |
| -------------------- | --------------------- | ------ | ------------------------------- | -------------------------------------------------------------- |
| ユーコン＝コユカック | ライヴェングッド      | 0.0    | AK-2(Elliot highway)との交差点  | 南側終点                                                       |
| ユーコン＝コユカック | ユーコン川            | 89     | E. L. Patton Yukon River Bridge | アラスカ州でユーコン川にかかる唯一の橋。                       |
| ユーコン＝コユカック |                       | 185    | Arctic Circle Wayside           | 北緯66度33分、北極圏境界                                       |
| ユーコン＝コユカック |                       | 203    | Oh Shit Corner                  | 坂を上りきるスピードを維持しなくてはならない未舗装路のカーブ。 |
| ユーコン＝コユカック | プロスペクト=クリーク | 217    | Prospect Creek Airportへの分岐  | 北米で最低気温を記録した地点。                                 |
| ユーコン＝コユカック | コールドフット        | 282    | Coldfoot Road                   | コールドフットビジターセンターへの分岐                         |
| ユーコン＝コユカック | コールドフット        | 282    | Airport road                    | コールドフット空港、郵便局への分岐                             |
| ユーコン＝コユカック | ワイズマン            | 304    | ワイズマンへの分岐              |                                                                |
| ノーススロープ郡     |                       | 399    | 大陸分水嶺、アッティガン峠      | 最高地点(1444ｍ)                                               |
| ノーススロープ郡     | ガルブレイス湖        | 443    | Galbraith Airport Road          | Galbraith Lake 空港への分岐                                    |
| ノーススロープ郡     | サッグ川              | 560    | サッグ川を望む                  |                                                                |
| ノーススロープ郡     | デッドホース          | 666    | コリーン湖南岸                  | デッドホース空港、プルドーベイへの分岐 北側終点                |

## 引用
http://www.alaska.org/guide/dalton-highway